# 2018년 MTV 무비 & TV 어워드
제27회 MTV 무비 & TV 어워드는 2018년 6월 18일에 열린 시상식이다.

## 수상 및 후보

### 최고의 영화상
- 블랙 팬서 - 라이언 쿠글러 수상
- 어벤져스: 인피니티 워 - 앤서니 루소
- 걸즈 트립 - 말콤 D. 리
- 그것 - 안드레스 무시에티
- 원더 우먼 - 패티 젠킨스

### 최고의 TV프로그램상
- 기묘한 이야기 - Netflix 수상
- 루머의 루머의 루머 - Netflix
- 왕좌의 게임 - HBO
- 그로운-이시 - Freeform
- 리버데일 - The CW

### 영화 - 최고의 배우상
- 블랙 팬서 - 채드윅 보스만 수상
- 콜 미 바이 유어 네임 - 티모시 샬라메
- 베이비 드라이버 - 안셀 엘고트
- 스타워즈: 라스트 제다이 - 데이지 리들리
- 레이디 버드 - 시얼샤 로넌

### TV - 최고의 배우상
- 기묘한 이야기 - 밀리 바비 브라운 수상
- 아메리칸 크라임 스토리 - 대런 크리스
- 루머의 루머의 루머 - 캐서린 랭포드
- 인시큐어 - 잇사 레이
- 왕좌의 게임 - 메이지 윌리암스

### 주목할만한 배우상
- 리버데일 - 마들레인 펫쉬 수상
- 걸즈 트립 - 티파니 해디쉬
- 기묘한 이야기 - 데이커 몽고메리
- 토르: 라그나로크 - 타이카 와이티티
- 블랙 팬서 - 레티티아 라이트

### 최고의 키스상
- 러브, 사이먼 - 닉 로빈슨 외 1명 수상
- 제인 더 버진 - 지나 로드리게즈 외 1명
- 레디 플레이어 원 - 올리비아 쿡 외 1명
- 리버데일 - K.J. 아파 외 1명
- 기묘한 이야기 - 핀 울프하드 외 1명

### 최고의 싸움상
- 원더 우먼 - 갤 가돗 수상
- 아토믹 블론드 - 데이빗 레이치
- 어벤져스: 인피니티 워 - 앤서니 루소
- 블랙 팬서 - 라이언 쿠글러
- 토르: 라그나로크 - 타이카 와이티티

### 최고의 악당상
- 블랙 팬서 - 마이클 B. 조던 수상
- 어벤져스: 인피니티 워 - 조슈 브롤린
- 스타워즈: 라스트 제다이 - 아담 드라이버
- 리전 - 오브리 플라자
- 그것 - 빌 스카스가드

### 최고의 코믹연기상
- 걸즈 트립 - 티파니 해디쉬 수상
- 쥬만지: 새로운 세계 - 잭 블랙
- 쉬츠 크릭 - 댄 레비
- 새터데이 나잇 라이브 - 케이트 맥키넌
- 아이 필 프리티 - 에이미 슈머

### 최고의 영웅상
- 블랙 팬서 - 채드윅 보스만 수상
- 왕좌의 게임 - 에밀리아 클라크
- 원더 우먼 - 갤 가돗
- 플래시 - 그랜트 거스틴
- 스타워즈: 라스트 제다이 - 데이지 리들리

### 최고의 호흡상
- 그것 - 핀 울프하드 외 6명 수상
- 블랙 팬서 - 채드윅 보스만 외 3명
- 쥬만지: 새로운 세계 - 드웨인 존슨 외 4명
- 레디 플레이어 원 - 타이 쉐리던 외 4명
- 기묘한 이야기 - 게이튼 마타라조 외 4명

### 최고의 뮤지컬 퍼포먼스
- Every Breath You Take - 기묘한 이야기 수상
- Freedom - blackish
- Timothee Chalamet Crying - 콜 미 바이 유어 네임
- Bad B*tches Dance Battle - 걸즈 트립
- I Wanna Dance With Somebody - 러브, 사이먼
- A Night We'll Never Forget - 리버데일
- Rewrite The Stars - 위대한 쇼맨
- Landslide - 디스 이즈 어스

### 최고의 공포 퍼포먼스
- 기묘한 이야기 - 노아 슈나프 수상
- 애나벨: 인형의 주인 - 탈리타 베이트먼
- 콰이어트 플레이스 - 에밀리 블런트
- 그것 - 소피아 릴리스
- 블랙 미러 - 크리스틴 밀리오티

### 최고의 음악 다큐멘터리
- 레이디 가가 155cm의 도발 - 크리스 마우카벨 수상
- 캔트 스탑, 원트 스탑: 더 배드 보이 스토리 - 다니엘 카프먼
- Demi Lovato: Simply Complicated - YouTube Red
- Jay-Z’s “Footnotes for 4:44” - TIDAL
- The Defiant Ones - HBO

### 최고의 리얼리티상
- The Kardashians 수상
- Love & Hip Hop
- The Real Housewives
- RuPaul's Drag Race
- Vanderpump Rules